# Coleoxestia exotica
Coleoxestia exotica es una especie de escarabajo longicornio del género Coleoxestia, tribu Cerambycini, subfamilia Cerambycinae. Fue descrita científicamente por Martins & Monné en 2005.

## Descripción
Mide 17,2-27,7 milímetros de longitud.

## Distribución
Se distribuye por Brasil y Paraguay.